# Takeshi Kuchino
Takeshi Kuchino (* 7. April 1986) ist ein ehemaliger japanischer Mittelstreckenläufer, der sich auf den 800-Meter-Lauf spezialisiert hat.

## Sportliche Laufbahn
Erste internationale Erfahrungen sammelte Takeshi Kuchino im Jahr 2003, als er bei den Jugendweltmeisterschaften in Sherbrooke mit 2:02,76 min im Halbfinale über 800 Meter ausschied. 2009 belegte er bei den Asienmeisterschaften in Guangzhou in 1:52,81 min den siebten Platz und 2011 schied er bei den Asienmeisterschaften in Kōbe mit 1:53,46 min im Vorlauf aus. Auch bei den Asienmeisterschaften 2013 verpasste er mit 1:50,57 min den Finaleinzug. Ende September 2013 bestritt er in Yokohama seinen letzten offiziellen Wettkampf und beendete daraufhin seine aktive sportliche Karriere im Alter von 27 Jahren.
2008 wurde Kuchino japanischer Meister im 800-Meter-Lauf.

## Persönliche Bestzeiten
- 600 Meter: 1:16,74 min, 9. Juli 2008 in Abashiri
- 800 Meter: 1:46,71 s, 18. Oktober 2009 in Yokohama